# Volta a Cataluña 1929
La Volta a Cataluña 1929 fue la 11.ª edición de la Volta a Cataluña. Se disputó en 7 etapas del 9 al 15 de septiembre de 1929. El vencedor final fue el español Mariano Cañardo.
133 ciclistas tomaron la salida en esta edición de la Volta a Cataluña. 

## Etapas
| Etapa | Fecha            | Ciudades de etapa       | km     | Vencedor de la etapa | Líder de la general |
| ----- | ---------------- | ----------------------- | ------ | -------------------- | ------------------- |
| 1º    | 8 de septiembre  | Barcelona - Reus        | 141 km | Jean Aerts           | Jean Aerts          |
| 2º    | 9 de septiembre  | Reus - La Senia         | 124 km | José María Sans      | José María Sans     |
| 3º    | 10 de septiembre | La Senia - Tárrega      | 214 km | Jean Aerts           | Jean Aerts          |
| 4º    | 11 de septiembre | Tárrega - Puigcerdá     | 164 km | Jean Aerts           | Jean Aerts          |
| 5º    | 13 de septiembre | Puigcerdà - Palafrugell | 197 km | Jean Aerts           | Jean Aerts          |
| 6º    | 14 de septiembre | Palafrugell - Gironella | 172 km | Mariano Cañardo      | Mariano Cañardo     |
| 7º    | 15 de septiembre | Gironella - Barcelona   | 105 km | Jean Aerts           | Mariano Cañardo     |

### 1ª etapa[1]
8-09-1929: Barcelona - Reus. 141,0 km
|   | Ciclista        | Tiempo     |
| - | --------------- | ---------- |
| 1 | Jean Aerts      | 4h 04' 14" |
| 2 | José María Sans | m. t.      |
| 3 | Juan Mateu      | m. t.      |

|   | Ciclista        | Tiempo     |
| - | --------------- | ---------- |
| 1 | Jean Aerts      | 4h 04' 14" |
| 2 | José María Sans | m. t.      |
| 3 | Juan Mateu      | m. t.      |

### 2ª etapa
09-09-1929: Reus - La Senia. 124,0 km
|   | Ciclista         | Tiempo     |
| - | ---------------- | ---------- |
| 1 | José María Sans  | 4h 09' 36" |
| 2 | Georges Cuvelier | m. t.      |
| 3 | Mariano Cañardo  | m. t.      |

|   | Ciclista         | Tiempo     |
| - | ---------------- | ---------- |
| 1 | José María Sans  | 8h 13' 50" |
| 2 | Jean Aerts       | m. t.      |
| 3 | Georges Cuvelier | m. t.      |

### 3ª etapa[2]
10-09-1929: Tarragona - Lérida. 159,0 km
|   | Corredor       | Tiempo     |
| - | -------------- | ---------- |
| 1 | Jean Aerts     | 9h 21' 44" |
| 2 | Lazare Venot   | + 01' 28"  |
| 3 | Robert Brugere | + 01' 34"  |

|   | Ciclista         | Tiempo      |
| - | ---------------- | ----------- |
| 1 | Jean Aerts       | 17h 35' 34" |
| 2 | Mariano Cañardo  | + 03' 00"   |
| 3 | Georges Cuvelier | + 05' 13"   |

### 4ª etapa[3]
11-09-1929: Tàrrega - Puigcerdà. 164,0 km
|   | Ciclista        | Tiempo     |
| - | --------------- | ---------- |
| 1 | Jean Aerts      | 6h 05' 25" |
| 2 | Joan Mateu      | m. t.      |
| 3 | Mariano Cañardo | + 03"      |

|   | Ciclista        | Tiempo      |
| - | --------------- | ----------- |
| 1 | Jean Aerts      | 23h 40' 49" |
| 2 | Mariano Cañardo | + 03' 03"   |
| 3 | Lazare Venot    | + 06' 27"   |

### 5ª etapa[4]
13-09-1929: Puigcerdà - Palafrugell. 197,0 km
|   | Ciclista         | Tiempo     |
| - | ---------------- | ---------- |
| 1 | Jean Aerts       | 6h 20' 02" |
| 2 | Arturo Bresciani | m. t.      |
| 3 | José María Sans  | m. t.      |

|   | Ciclista         | Tiempo      |
| - | ---------------- | ----------- |
| 1 | Jean Aerts       | 30h 01' 01" |
| 2 | Mariano Cañardo  | + 02' 53"   |
| 3 | Arturo Bresciani | + 05' 42"   |

### 6ª etapa[5]
14-09-1929: Palafrugell - Gironella. 172,0 km
|   | Corredor          | Tiempo     |
| - | ----------------- | ---------- |
| 1 | Mariano Cañardo   | 6h 21' 05" |
| 2 | Federico Ezquerra | + 05' 55"  |
| 3 | Arturo Bresciani  | + 06' 00"  |

|   | Ciclista         | Tiempo      |
| - | ---------------- | ----------- |
| 1 | Mariano Cañardo  | 36h 24' 69" |
| 2 | Jean Aerts       | + 03' 37"   |
| 3 | Arturo Bresciani | + 10' 39"   |

### 7ª etapa[6]
13-09-1930: Girona - Terrassa. 199,0 km
|   | Corredor        | Tiempo     |
| - | --------------- | ---------- |
| 1 | Jean Aerts      | 3h 35' 39" |
| 2 | Vicente Cebrián | m. t.      |
| 3 | José María Sans | m. t.      |

|   | Ciclista         | Tiempo      |
| - | ---------------- | ----------- |
| 1 | Mariano Cañardo  | 40h 01' 44" |
| 2 | Jean Aerts       | + 02' 51"   |
| 3 | Arturo Bresciani | + 8' 33"    |

## Clasificación General
|    | Ciclista           | Tiempo      |
| -- | ------------------ | ----------- |
|    | Mariano Cañardo    | 40h 01' 44" |
| 2  | Jean Aerts         | + 2' 51"    |
| 3  | Arturo Bresciani   | + 8' 33"    |
| 4  | Juan Mateu         | + 16' 01"   |
| 5  | Vicente Trueba     | + 17' 57"   |
| 6  | José María Sans    | + 27' 05"   |
| 7  | Adrien Buttafocchi | + 30' 23"   |
| 8  | Lazare Venot       | + 31' 30"   |
| 9  | José Figueras      | + 38' 07"   |
| 10 | Joseph Mauclair    | + 40' 24"   |